# Fruwający wirus
Fruwający wirus (ang. Flying Virus) – amerykańsko-brazylijski film sensacyjny z 2001 roku oparty na scenariuszu i reżyserii Jeffa Hare'a.

## Opis fabuły
Reporterka Ann Bauer (Gabrielle Anwar) przygotowuje materiał o tajnym laboratorium. Wytwarzany tam śmiertelny wirus ma być przenoszony przez pszczoły. Doktor Stephen North przewozi pojemnik z owadami samolotem do Nowego Jorku. W trakcie lotu pszczoły zostają uwolnione.

## Obsada
- Gabrielle Anwar jako Ann Bauer
- Rutger Hauer jako pan Ezekial
- Craig Sheffer jako Martin Bauer
- Duncan Regehr jako Savior
- Jason Brooks jako Scotty
- David Naughton jako doktor Stephen North
- Mark Adair-Rios jako Raka
- Sergio Kato jako żołnierz